# Gypona crassa
Gypona crassa är en insektsart som beskrevs av Spångberg 1881. Gypona crassa ingår i släktet Gypona och familjen dvärgstritar. Inga underarter finns listade i Catalogue of Life.